# Message Integrity Check
MIC (ang. Message Integrity Check) – część standardu szyfrowania stosowanego w sieciach bezprzewodowych zdefiniowanego w protokole 802.11i służący do gwarantowania integralności przesyłanych danych.
Stanowi ulepszenie nieefektywnej informacji w ICV, która pozwalała intruzom na atak z wykorzystaniem podrabiania ramek i odwracania bitów. Polega na dodaniu 8 (w niektórych specyfikacjach 4) bajtowego pola pomiędzy danymi a informacją ICV, dzięki czemu, chronione są nie tylko dane, ale również nagłówek pakietu.
MIC wykorzystuje algorytm Michael, który dysponuje unikatowym kluczem, różnym od klucza używanego do szyfrowania ramek danych. Klucz ten miesza się ze źródłowym i docelowym adresem MAC oraz z całym pozostałym fragmentem ramki zawierającym dane niezaszyfrowane.